# Nicolas Meitinger

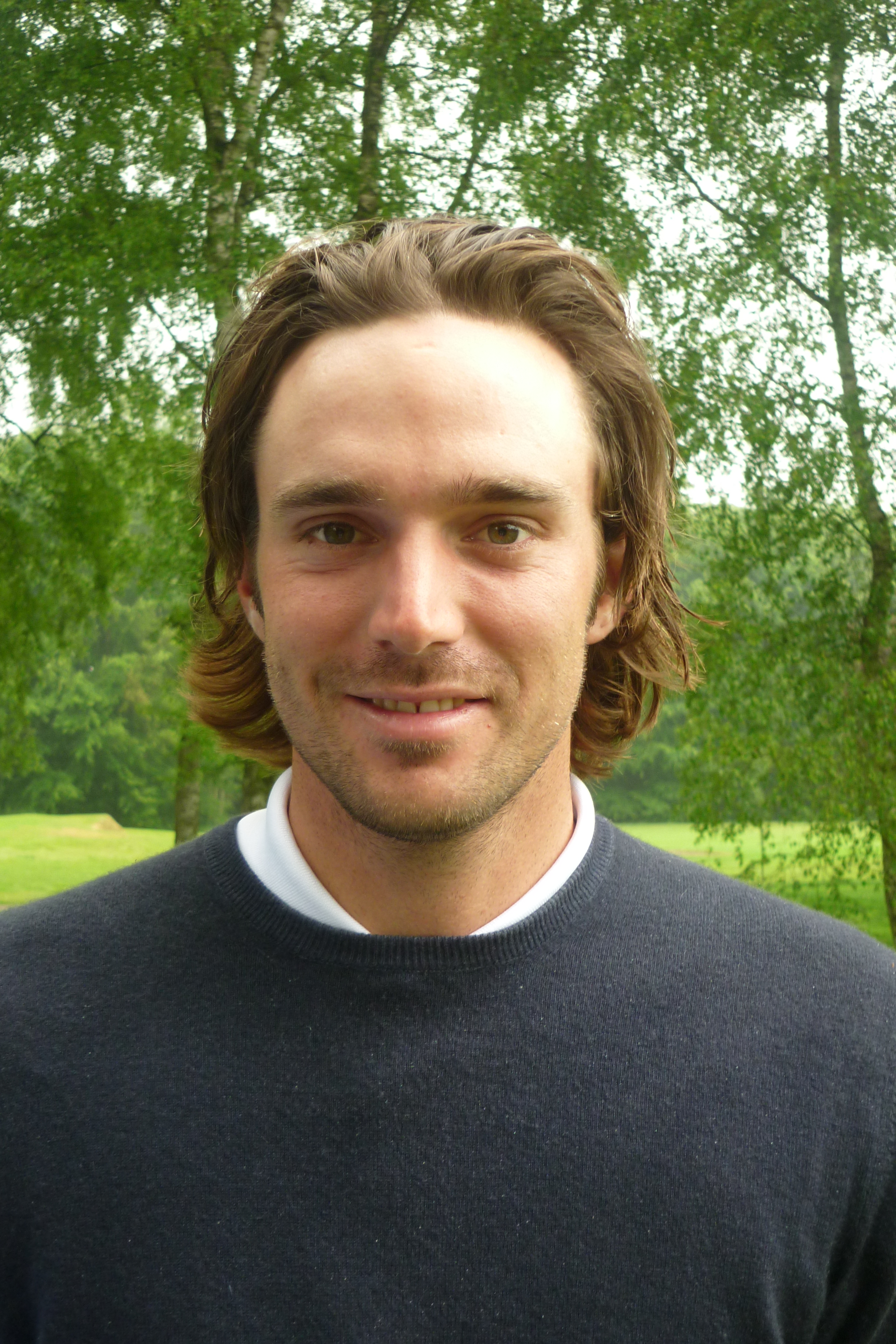
Telenet Trophy 2010.

Nicolas Meiringer (Keulen, 10 februari 1984) is een golfprofessional uit Duitsland.

## Amateur
In 2004 zat Meitinger in de nationale training en speelde het Europees Landen Team Kampioenschap voor junioren in Ierland. In zijn team zit ook Martin Kaymer. Duitsland eindigde op de vierde plaats .

### Teams
- Europees Landen Team Kampioenschap: 2004 in Ierland

## Professional
In 2005 won hij enkele toernooien op de EPD Tour en vervolgens de eindklassering. In 2006 mocht hij op de European Challenge Tour (CT) spelen, waar hij in 2008 de eerste editie van de Bohemia Franzensbad Classic won. Daarna won hij de Duitse PGA Kampioenschappen strokepley en matchplay. 
In 2009 haalde hij op de EPD Tour twee top-10 plaatsen waaronder een 2de plaats bij het Job AG EPD Kampioenschap op Golf Club Hofgut Praforst in Hünfeld, net één slag achter winnaar Tobias Dier. Op de Tourschool 2009 plaatste hij zich voor de finale.

### Gewonnen

#### Nationaal
- 2008: HDI-Gerling PGA Kampioenschap Strokeplay, PGA Kampioenschap Matchplay

#### EPD Tour
- 2005: Gleidingen Classic, Sybrook Classic, European Central Open, Höslwang Classic, Order of Merit
- 2008: OTP Private Bank Central European Golf Classic (-17)

#### Challenge Tour
- 2008: Bohemia Franzensbad Classic
- 2011: Allianz Open de Strasbourg